# Édouard Louis
Édouard Louis, nacido como Eddy Bellegueule (Hallencourt, Francia, 30 de octubre de 1992), es un escritor e intelectual francés. Es conocido por su trilogía de novelas autobiográficas que abordan temáticas socialmente incómodas como el racismo, la homofobia o la pobreza Para acabar con Eddy Bellegueule, Historia de la violencia y Quien mató a mi padre.

## Biografía
Édouard Louis, nacido con el nombre de Eddy Bellegueule y que más tarde transformó en Édouard Bellegueule, creció en el norte de Francia, en un poblado llamado Hallencourt, en el departamento de la Somme, donde se ambienta su primera novela Para acabar con Eddy Bellegueule. Louis creció en el seno de una familia pobre sostenida con ayudas del gobierno: su padre era un obrero desempleado y su madre se ganaba la vida cuidando ancianos. La pobreza, el racismo y el alcoholismo le rodean desde su niñez, así como la violencia, temas que aborda en su obra literaria.

"Los reencuentros son violentos. Cada cosa que digo es tomada por una agresión. Soy el único de mi familia que ha estudiado y me echan en cara cómo visto y cómo hablo. Creen que lo hago para humillarles. Es una violencia que nos aleja. Hay una obra de teatro que me gusta mucho de Jean-Luc Lagarce, Juste la Fin du Monde (Solo el fin del mundo), una pieza autobiográfica. Lagarce murió de sida muy joven, era de origen humilde y vino a París. Cuenta que antes de morir volvió a su familia, a la que no veía desde hacía mucho, para anunciarles su muerte. Y no logra hablar con ellos. La obra de teatro es una sucesión de monólogos. Nunca consigue un auténtico diálogo. De modo que se va sin decirles que va a morir. Es lo que me pasa a mí. Cualquier intento de diálogo es violento. Mi libro es en realidad una llamada a la revuelta contra este tipo de vida que lleva gente como mi familia. Es una vida dominada."
Édouard Louis (Diario El País, 2015) 

Fue el primero de su familia en ir a la universidad y en 2011 fue admitido en la Escuela Normal Superior de París y en la Escuela de Estudios Superiores en Ciencias Sociales. En 2013 cambió oficialmente su nombre por Édouard Louis. Ese mismo año editó la obra colectiva Pierre Bourdieu. L'insoumission en héritage (Pierre Bourdieu. La insubordinación como herencia) en la que analiza la influencia de Pierre Bourdieu en el pensamiento crítico y la emancipación política. Con esa misma editorial concibió Des Mots (Las palabras) una serie de textos sobre las humanidades y las ciencias sociales, el primero de los cuales sería para una recolección de ensayos de Georges Didi-Huberman y Didier Eribon.

"Me hice escritor porque estoy enfadado. La cólera me ha hecho escribir. Crecí en un ambiente social en el que, como he dicho, la gente sufría violencia, exclusión, pobreza. Cuando me mudé a París y comencé a estudiar, y fui el primero de mi familia en hacerlo, me di cuenta de que sobre esas personas había muy poco discurso en la literatura, en el periodismo, en el arte. Así que escribí por un doble enfado. Me di cuenta de que lo que había vivido como niño no era normal, y también había un enfado contra la literatura. Quería casi agredir a la literatura por no haber hablado de mi padre, de mi madre, de las clases más pobres y excluidas"
Édouard Louis (La Vanguardia, 2019) 

En enero de 2014, con 21 años, publicó Para acabar con Eddy Bellegueule, una novela autobiográfica. El libro recibió una gran atención de los medios de comunicación. La novela también alimentó el debate y controversia sobre la percepción de la clase trabajadora. El libro fue uno de los más vendidos en Francia, con más de 200.000 copias, y se ha traducido a más de 20 lenguas. Didier Eribon habló de la «enorme gesta» del libro y Le Monde y Les Inrocks elogiaron Louis como «un gran escritor que recuerda Thomas Bernhard», mientras que Xavier Dolan destacó «la autenticidad inconfundible de los diálogos, como si Édouard Louis hubiera escrito siempre». Tras su publicación y repercusión se creó en Madrid la Fundación Eddy primer hogar de acogida en España para jóvenes del colectivo LGTBI, víctimas de violencia familiar, bullying y LGTBIfobia.

"Mucha gente me dice que esta realidad que yo describo no existe, y no es cierto. Lo que pasa es que es algo de lo que no se habla. Es invisible porque se excluye del discurso político y del discurso literario. Es uno de los mecanismos de la violencia: hacerla invisible. También sucede que hay mucha dificultad en contar el sufrimiento, confesar que uno sufre, que es humillado y excluido. Porque eso también es violento para uno mismo. Eddy Bellegueule se deja pegar en el colegio. Yo mismo protegía a mis agresores. Yo mismo era el más eficaz mecanismo de simulación. Empecé a escribir mi libro en 2010, antes de los movimientos homófobos que hemos conocido, como La Manif Pour Tous [contra el matrimonio homosexual]. Son movimientos que demuestran la existencia de esa realidad que describo. Aunque es verdad que vivir la homosexualidad en París es algo más sencillo."
Édouard Louis (Diario El País, 2015) 

En 2016 Éditions du Seuil publica su segunda novela 'Historia de la violencia (Histoire de la violence) que, utilizando características parecidas como la narración de la primera persona o la plasmación de duras experiencias personales, aborda en la trama la violación e intento de asesinato que sufrió en la Navidad de 2012. Ello también sirve para mostrar realidades incómodas como el racismo de la sociedad, el rechazo de la pobreza o de la diferencia o el distanciamiento familiar. Se convirtió también en un fenómeno editorial en su país, pese a contar con una primera edición de 2.000 ejemplares, dado que la temática abordada hacían albergar dudas de cara a su recepción tanto para el autor como para la editorial. Una vez celebrado el juicio en 2020, tras haber sido identificado y arestado el agresor en 2016, éste fue condenado únicamente por el delito de robo exonerándolo del resto de acusaciones.

"Esa persona me atemoriza. Sé que algunas personas sienten la necesidad de reencontrarse con su agresor, pero no es mi caso. Detesto a ese tipo. Lo cual no me impide hacer un esfuerzo por comprenderle, porque comprender no equivale a amar o sentir empatía. ¿Por qué mi hermano me llamaba marica? ¿Por qué mi padre afirmaba que había que enviar a los árabes a campos de concentración? Intento ser objetivo con ellos y también con Reda."
Édouard Louis (Diario El Mundo, 2018) 

En mayo de 2018 se publica su tercera novela Quién mató a mi padre (Qui a tué mon père) considerado una suerte de manifiesto contra la injusticia y la criminalización de la pobreza impulsada por élites poderosas. Utilizando el monólogo la trama narra la historia del padre del escritor, un obrero hijo de obreros, causada por la exclusión sufrida a lo largo de su vida y las consecuencias físicas y sociales que han acarreado.

"Hoy en Francia tenemos un Gobierno de derechas, autoritario, muy violento, que se manifiesta por una violencia policial muy grande. La vimos en las manifestaciones de los últimos meses, con manos arrancadas, gente que quedó tuerta. Paralelamente hay una gran violencia contra las clases populares. Retirar las ayudas sociales a los más pobres y al mismo tiempo reducir los impuestos para los más ricos es una verdadera política de derecha autoritaria. Ha habido muchas intervenciones de Macron y de su Gobierno hablando de los vagos, los pobres que no quieren trabajar. Lo que he querido mostrar en el libro es que esa historia política es parte de la historia íntima de mi padre, que una decisión de Macron es tan íntima como la relación con su hijo."
Édouard Louis (Diario La Vanguardia, 2019) 

## Estilo e influencias
La obra de Édouard Louis mantiene una fina conexión con la obra de Pierre Bourdieu o Geoffroy de Lagasnerie, con temas como la exclusión social, la dominación y la pobreza. La influencia de William Faulkner también es visible; el estilo de Louis se caracteriza por la superposición de frase de varios niveles de lenguaje y coloca la lengua vernácula popular en el centro de su escritura. 

«Quiero que la violencia tenga un espacio literario, como Marguerite Duras hizo de la locura o Claude Simon, de la guerra»
Édouard Louis.

La principal influencia de Louis viene del sociólogo francés Didier Eribon, autor del libro Retour à Reims, que Louis asegura que marcó un punto de inflexión para su futuro como escritor.

## Obra publicada
Novela
- Para acabar con Eddy Bellegueule (En finir avec Eddy Bellegueule) traducido por María Teresa Gallego Urrutia. Salamandra, 2015. ISBN 9782021117707.[24]
- Historia de la violencia (Histoire de la violence) traducido por José Manuel Fajardo González. Salamandra, 2018. ISBN 9788498388381.[25]
- Quién mató a mi padre (Qui a tué mon père) traducido por Pablo Martín Sánchez. Salamandra, 2019. ISBN 9788498389609.[26]

No-ficción
- Pierre Bourdieu. L'insoumission en héritage, Édouard Louis (editor), Annie Ernaux, Didier Eribon, Arlette Farge, Frédéric Lordon, Geoffroy de Lagasnerie y Frédéric Lebaron. Presses Universitaires de France, 2013. ISBN 978-2-13-061935-2.
- Foucault contre lui-même: François Caillat (editor), Édouard Louis (director), con Geoffroy de Lagasnerie, Arlette Farge, Didier Eribon. Presses Universitaires de France, 2014. ISBN 978-2-13-063289-4.